# Thomsenolite
La thomsenolite è un minerale, chimicamente un fluoruro complesso di sodio, calcio e alluminio, come la pachnolite.
Prende il nome dal chimico danese Julius Thomsen, fondatore dell'industria danese della criolite.
Di colore trasparente o bianchiccia, può talvolta presentarsi di colore giallastro a causa della presenza di ossidi di ferro.

Quando è in cristalli è abbastanza facilmente riconoscibile dalle altre specie affini, tranne la pachnolite.

## Forma in cui si presenta in natura
Si presenta in cristalli a terminazione piatta, che frequentemente rivestono le cavità nella criolite compatta.

## Località di rinvenimento
La località classica di rinvenimento è Ivittuut (Groenlandia), ma si può trovare in tutti i giacimenti di criolite.